# Francesc Torres Torres
Francesc Torres Torres, també conegut com a Xicu Torres, (Sant Joan de Labritja, Eivissa, 1962) és un enginyer de Telecomunicació, rector de la Universitat Politècnica de Catalunya (UPC) entre 2017 i 2021.

## Trajectòria
Titulat en enginyeria de Telecomunicacions el 1988 per l'Escola Tècnica Superior d'Enginyeria de Telecomunicació de Barcelona. El mateix any es va incorporar a l'equip de l'Agència Europea de l'Espai (ESA). Un any més tard va tornar a la UPC, on va començar a donar classes i a fer recerca i on es va doctorar el 1992. Està especialitzat en l'àmbit de les radiocomunicacions, els circuits d'alta freqüència i l'observació de la terra. Dins de la universitat ha tingut diversos càrrecs de coordinació. Entre el 2005 i 2006 va gaudir d'un any sabàtic treballant per a la NASA, assessorant el projecte GeoSTAR. També ha treballat com a assessor científic des del grup de teledetecció RSLab, especialitzant-se en el desenvolupament i posterior seguiment del sensor SMOS, de la ESA, llençat el 2009, temàtica sobre la qual ha publicat més de 200 publicacions científiques. El 2010 fou nomenat catedràtic a la mateixa universitat. Actualment és membre de la Unitat d'Excel·lència María de Maeztu 2017-2020 CommSensLab de la UPC.

### Rector
El 2017 va ser nomenat rector de la UPC després de guanyar les eleccions amb un 50,23% dels vots ponderats. Per tal de guanyar les eleccions va dur a terme una intensa campanya de màrqueting poc ortodoxa pel que fa a l'àmbit dels rectors de les universitats. Aquesta consistia en penjar vídeos a YouTube on parlava de la seva visió de la universitat, tot complementant-ho amb attrezzo molt divers (disfresses, diferents plans de càmera…) i posteriorment els enviava als alumnes per mail. El seu ascens al rectorat de la UPC va despertar moltes reaccions en els alumnes, fins a convertir-lo en imatge d'un mem.
Durant el seu mandat va continuar fent comunicació institucional creativa, va incorporar al Consell de Govern un Vicerectorat d'Igualtat i Responsabilitat Social i va iniciar projectes per despertar vocacions científiques femenines com l'Aquí STEAM. Va acostar la universitat al món de les humanitats, i les arts, va iniciar un doble grau de Matemàtiques (FME UPC) i Música (ESMUC) i va fer de la UPC primera universitat de l'Espanya en declarar l'Estat d'emergència climàtica.
Durant els cursos 2020-2021, l'equip de govern va impulsar la celebració del 50è aniversari de la consolidació de la Universitat, enfocat en donar visibilitat als Objectius de Desenvolupament Sostenible, i va posicionar la universitat entre les primeres 100 del món al rànquing de Xangai.

## Premis i reconeixements
- 1997 - Premi a la Millora de la Qualitat docent del Consell Social de la UPC, pel Laboratori de Radiació i Ones Guiades (ETSETB).[1]

Com a membre de l'equip de recerca de teledetecció de la UPC RSLab:
- 2000 - Premi Duran Farell del Consell Social
- 2001 - Premi Ciutat de Barcelona
- 2004 - Premi Salva i Campillo de l'Associació d'Enginyers de Telecomunicació
- 2011 - Premi Cristòfol Juandó de l'Aeronàutica (Ajuntament de Barcelona, Festa del Cel, 2011).